# 広岡守穂
広岡 守穂（廣岡 守穂、ひろおか もりほ、1951年8月1日 - ）は、日本の政治学者、評論家、中央大学名誉教授。

## 略歴
石川県金沢市生まれ。1978年、東京大学法学部卒業。東大在学中は坂本義和（国際政治学）、篠原一（ヨーロッパ政治史・歴史政治学）の薫陶を受けた。21歳で学生結婚した。1978年、中央大学法学部助手、1983年助教授、1990年教授。2022年、中央大学定年退職。
研究者としては日本政治思想史専攻としてスタートし、助手時代は同じく1978年に中央大学法学部に着任した家永三郎（東京教育大学名誉教授）の下で助手論文を執筆した。1986年の著書『豊かさのパラドックス』以降、現代日本の社会現象に広げ、男女共同参画、NPO、子育てなどさまざまな分野で発言している。1991年、ベストメン賞（日本BPW連合会）受賞。中央大学教授の傍ら、佐賀県立女性センター佐賀県立生涯学習センター・アバンセ館長（2005～2007年）、佐賀県女性と生涯学習財団理事長（2005～2007年）を務めた。
社会活動として、読売新聞読書委員（1999～2000年）、文部省中央教育審議会専門委員（1999～2001年）、毎日新聞紙面審査委員（2000年）、埼玉県男女共同参画審議会委員（2000～2004年）、内閣府男女共同参画会議専門委員（2001～2017年）、NPO推進ネット理事長（2002～2009年。現在は顧問）、千葉県社会教育委員（2003～2011年）、千葉県生涯学習審議会委員（2005～2007年）、神奈川県男女共同参画審議会委員（2008～2012年）、財団法人主婦会館評議員（2012年から現在まで）を務めている。このほか、非常勤講師として富山大学、高岡法科大学、国際基督教大学、金沢女子大学（のち金沢学院大学）で教鞭をとった。

## 著書
- 『「豊かさ」のパラドックス』講談社現代新書 1986
- 『ポストモダン保守主義 業績がものをいう社会の陥穽』有信堂高文社 1988
- 『男だって子育て』岩波新書 1990
- 『妻が僕を変えた日 (ワーキングマザーシリーズ) フレーベル館 1992
- 『自分さがしの旅』北国新聞社 1994
- 『近代日本の心象風景』木鐸社 1995
- 『女たちの「自分育て」 輝きを増す生き方・働き方』講談社 1998
- 『父親であることは哀しくも面白い』講談社 2001
- 『政治と自己実現』中央大学出版部 2012
- 『市民社会と自己実現』有信堂高文社 2013
- 『ジェンダーと自己実現』有信堂高文社 2015
- 『抒情詩と叙事詩 幕末から現代まで』土曜美術社出版販売 2018
- 『日本政治思想史』有信堂高文社 2020
- 『続日本政治思想史』有信堂高文社 2020
- 『日本政治思想史  戦後編』有信堂高文社 2022
- 『ちいさな勇気』土曜美術出版社販売　2023
- 『戯れ歌　愛と異郷』土曜美術出版社販売　2023

### 共編著・監修
- 『ジャッピー きみは…大人になれるか』岩田龍子、成田康昭、松木直也共著 婦人画報社 1987
- 『よくわかる自治体の男女共同参画政策 施策のポイントと課題』広岡立美共著 学陽書房 2001
- 『ここが違うよ、日本の子育て』編 学陽書房 2002
- 『男女共同参画社会と学校教育 男女共同参画社会の形成に向けて学校は何をなすべきか』編 (教職研修総合特集. 読本シリーズ）教育開発研究所 2002
- 『いまの私が好き』チームいま好き著, 監修. ユック舎 2006
- 『貴女を輝かせるキャリアデザイン』木本喜美子,西山昭彦共編著 中央大学出版部 2010
- 『社会が変わるとはどういうことか？』有信堂高文社 2019
- 『社会のなかの文学（中央大学政策文化総合研究所研究叢書）』中央大学出版部 2021

### 翻訳
- 『織女へ・一九八〇年五月光州ほか 文炳蘭詩集』金正勲共訳 風媒社 2017

## 論文
- <広岡守穂